# Iron Man (série télévisée d'animation)
Pour les articles homonymes, voir Iron Man.
Iron Man (aussi appelé Iron Man : la série animée, et Iron Man: Armored Adventures en anglais), est une série télévisée d'animation 3D française en images de synthèse en 52 épisodes de 22 minutes, créée par Philippe Guyenne et Stéphane Juffe et adaptée du comic-book Iron Man et diffusée entre le 24 avril 2009 et le 25 juillet 2012 sur Nicktoons.
En France, la série a d'abord été diffusée sur France 2 dans l'émission KD2A le 14 mars 2009, puis le 1er avril 2009 sur Disney XD et enfin sur France 4, et Toonami depuis octobre 2016. Au Québec, elle a été diffusée sur Télétoon.
Elle n'a aucun lien avec la série animée de 1994, avec le long-métrage d'animation ou avec le film en prise de vues réelles au cinéma.
La série a pour particularité de mettre en scène les personnages principaux (Tony Stark, James Rhodes, Pepper Potts, Happy Hogan et Gene Khan) durant leur adolescence, alors que chaque autre adaptation, ainsi que la version originale, les présentait déjà adultes.

## Synopsis
Tony Stark est un adolescent surdoué, inventeur de génie et fils du milliardaire Howard Stark, qui dirige la société de technologie Stark Industries. Usant de ses connaissances et de l'aide de son ami James Rhodes, Tony développe en secret une cyber-armure promettant d'être révolutionnaire.
Peu après, cependant, son père périt dans un « accident » d'avion, vraisemblablement orchestré par son associé, Obadiah Stane. Ce dernier prend alors le contrôle de la société, Tony étant encore mineur, et commence à aller à l'encontre des principes d'Howard, fabriquant des armes létales sans se soucier des implications.
Scandalisé et cardiaque à la suite de l'accident, Tony décide d'utiliser son armure comme arme pour lutter contre les agissements de Stane. Cependant, sa chasse contre Stane se transforme rapidement en lutte pour défendre l'ensemble de la population. Sous le surnom d'Iron Man, Tony commence à lutter, non seulement contre Stane, mais aussi contre différents ennemis, notamment le Mandarin, un mystérieux personnage en armure chinoise ancienne recherchant d'antiques anneaux de pouvoir d'origine extraterrestre.

## Fiche technique
Sauf indication contraire, les informations mentionnées dans cette section peuvent être confirmées par la base de données cinématographiques IMDb,  présente dans la section « Liens externes ».
- Titre : Iron Man: Armored Adventures
- Autres titres francophones : Iron Man : la série animée (éditions en vidéo)
- Réalisation : Stéphane Juffé et Philippe Guyenne
- Direction artistique : Bertrand Gatignol (personnages), Alfred Frazzani (décors)
- Montage : Benjamin Massoubre, Florent Maillet
- Musique : Guy Michelmore
- Production : Eric S. Rollman, Lilian Eche, Steve Christian, Trevor Drinkwater, Stephen K. Bannon
  - Production déléguée : Aton Soumache, Alexis Vonarb, Dimitri Rassam, Stan Lee, Tapaas Chakravarti, Jeph Loeb et Jean-Marie Musique
  - Production exécutive : Cédric Pilot, Cort Lane et Romain Van Liemt
- Sociétés de production : Marvel Animation, Method Animation, France 2, DQ Entertainment, Luxanimation, Fabrique d'Images
- Budget : 8 200 000 €[3] (saison 2)
- Pays d'origine :  France,  États-Unis
- Genre : série d'animation, science-fiction
- Durée : 22 minutes

## Distribution
- Adrian Petriw (en) (VF : Cyril Aubin) : Tony Stark / Iron Man
- Daniel Bacon (VF : Sidney Kotto) : Rhodey Rhodes / War Machine
- Anna Cummer (en) (VF : Céline Melloul) : Pepper Potts / Rescue
- Mackenzie Gray (VF : Patrick Béthune) : Obadiah Stane
- Vincent Tong (en) (VF : Manuel Blanc) : Gene Khan / le Mandarin
- Catherine Haggquist (VF : Karine Pinoteau) : Roberta Rhodes
- Fred Henderson (en) (VF : Tony Joudrier) : Howard Stark
- Vincent Tong (VF : Antoine Tomé) : Zhang Xi / le Mandarin
- Alistair Abell (en) (VF : Antoine Tomé) : Happy Hogan
- David Orth (VF : Antoine Tomé) : Donald Gill / Blizzard
- Donny Lucas (VF : Antoine Tomé) : M. Fix
- Dean Redman (en) (VF : Antoine Tomé) : Nick Fury
- Russell Roberts (VF : Antoine Tomé) : le comte Luchino Nefaria
- Michael Daingerfield (en) (VF : Yann Pichon) : la Licorne
- Mark Oliver (VF : Yann Pichon) : Ivan Vanko / Dynamo Pourpre
- Peter Kelamis (en) (VF : Pascal Casanova) : Whiplash
- Richard Newman (VF : Pascal Casanova) : Anton Harchov
- Mark Gibbon (en) (VF : Pascal Casanova) : Hulk
- Louis Chirillo (en) (VF : Sam Salhi) : Arthur Parks / le Laser
- Jeffrey Bowyer-Chapman (VF : Sam Salhi) : la Panthère Noire
- Michael Adamthwaite (en) (VF : Frédéric Popovic) : Justin Hammer / Titanium Man
- Michael Dobson (VF : Patrick Noérie) : le Fantôme

- Version française :
  - Société de doublage : Audi'Art[4]
  - Direction artistique : Bernard Jung[4]

 Sources et légende : version française (VF) sur RS Doublage et Planète Jeunesse

## Production
Fin 21 juillet 2006, Marvel a annoncé travailler sur un nouveau projet, Le projet en question n'était autre que Iron Man.
Plusieurs mois avant sa première diffusion, Iron Man: Armored Adventures est présentée lors du San Diego Comic-Con 2008 où un épisode est diffusé en présence de l'équipe de production. La série utilise majoritairement un style d'animation en images de synthèse, grâce au programme de modélisation 3D Autodesk Maya, dans un style similaire à Spider-Man : Les Nouvelles Aventures. Le 2 mars 2010, la série est renouvelée pour une seconde saison également composée de vingt-six épisodes.
Par la suite, la première saison est mise en ligne via le service de streaming Netflix à partir du 29 avril 2011. La deuxième saison introduit une nouvelle armure afin de ressembler à celle d'Iron Man 2, sorti en 2010, notamment grâce à l'unirayon circulaire qui devient un unirayon triangulaire.

## Épisodes

### Première saison (2008-2009)
1. Origines, première partie (Iron, Forged in Fire - Part 1)
2. Origines, deuxième partie (Iron, Forged in Fire - Part 2)
3. Otages (Secrets and Lies)
4. Guerre froide (Cold War)
5. Whiplash (Whiplash)
6. Iron Man vs. Crimson Dynamo (Iron Man vs. the Crimson Dynamo)
7. L'étrange Histoire d'Arthur Parks (Meltdown)
8. Pris au piège (Field Trip)
9. Le Temple perdu (Ancient History 101)
10. Zombie Institut (Ready, A.I.M., Fire)
11. Masques (Masquerade)
12. Indestructible (Seeing Red)
13. Ultimo (Hide and Seek)
14. Double Je (Man and Iron Man)
15. La Proie et l'ombre (Panther's Prey)
16. Renaissance (Fun with Lasers)
17. Le Contrat (Chasing Ghosts)
18. Le Cas Pepper Potts (Pepper, Interrupted)
19. Technovore (Technovore)
20. Au cœur du volcan (World on Fire)
21. Total Chaos (Designed Only for Chaos)
22. Super héros ou presque... (Don't Worry, Be Happy)
23. Hulk attaque ! (Uncontrollable)
24. Zéro absolu (Best Served Cold)
25. Révélations, première partie (Tales of Suspense - Part 1)
26. Révélations, deuxième partie (Tales of Suspense - Part 2)

### Deuxième saison (2011-2012)
1. Invincible, première partie (The Invincible Iron Man: Disassembled)
2. Invincible, deuxième partie (The Invincible Iron Man: Reborn)
3. Lumière noire (Look into the Light)
4. Hantise (Ghost in the Machine)
5. La guerre des armures (Armor Wars)
6. Quand la Panthère Noire s'en mêle (Line of Fire)
7. Titanium Man (Titanium vs. Iron)
8. Fatalis attaque ! (The Might of Doom)
9. Quatuor de haut vol (The Hawk and the Spider)
10. Projet Monger (Enter: Iron Monger)
11. Fugitifs (Fugitive of S.H.I.E.L.D.)
12. Questions pour un génie (All the Best People Are Mad)
13. Hors de Contrôle (Heavy Mettle)
14. La quête des anneaux (Mandarin’s Quest)
15. Piège de titane (Hostile Takeover)
16. Extremis (Extremis)
17. Mutant X (The X-Factor)
18. Iron Man 2099 (Iron Man 2099)
19. Ctrl-Alt-Suppr (Control-Alt-Delete)
20. Le Pacte (Doomsday)
21. Hammer, Dernier Acte (The Hammer Falls)
22. Danger Gamma (Rage of the Hulk)
23. Échec et masque (Iron Monger Lives)
24. L'héritier des anneaux (The Dragonseed)
25. Invasion, première partie (The Makluan Invasion Part 1: Annihilate!)
26. Invasion, deuxième partie (The Makluan Invasion Part 2: United!)

## DVD et Blu-ray
Aux États-Unis, la commercialisation de la série débute le 20 octobre 2009 lors de la sortie du premier volume de la première saison, qui contient les six premiers épisodes, en DVD et en exclusivité pour les magasins Best Buy au format Blu-ray,. Le second volume, qui contient également six épisodes, est sorti le 5 janvier 2010. Par la suite, l'intégrale de la saison, incluant les volumes 3 et 4 encore inédits, sort le 4 mai 2010. Pour la seconde saison, le premier volume, qui contient les six premiers épisodes, sort le 26 juin 2012 et le deuxième volume, qui contient les six épisodes suivants, sort le 25 septembre 2012. La sortie des volumes se poursuit le 22 janvier 2013 avec un nouveau groupe de six épisodes puis le 23 avril 2013 avec le dernier volume et l'intégrale de la saison,.
En France, la première saison est la seule à être commercialisée. Elle sort uniquement en DVD sous le nom d'Iron Man : la série animée et est d'abord commercialisée en deux volumes sortis le 28 avril 2010, dont le premier regroupe les quatorze premiers épisodes et le deuxième les douze derniers,. Par la suite, l'intégrale de la saison est commercialisé le 6 octobre 2010.

## Accueil
Aux États-Unis, le premier épisode bat le record de la programmation originale la mieux notée sur la chaîne Nicktoons avec plus de 125 000 téléspectateurs. Cependant, durant la diffusion de la série, les critiques sont assez mitigées en raison de la différence des origines d'Iron Man et des similitudes à un autre super-héros Marvel : Spider-Man.